# Clark Spencer

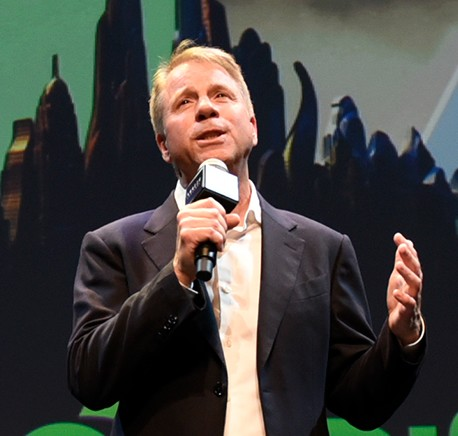
Clark Spencer (2022)

Clark Spencer (* 6. April 1963 in Seattle, Washington) ist ein US-amerikanischer Filmproduzent. Spencer wurde 2017 ein Oscar verliehen.

## Karriere
Clark Spencer wurde 1963 in Seattle, Washington geboren und wuchs dort auch auf. Er studierte an der Harvard University in Massachusetts, die er 1985 mit einem Abschluss in Geschichte verließ. Im Anschluss besuchte er die Harvard Business School bis 1990. Seit 1993 ist Spencer bei Walt Disney angestellt, zuvor war er bei Miramax tätig, die aber durch den Verkauf an The Walt Disney Company übernommen wurde.
Seine erste Beteiligung als Filmproduzent war bei dem im Jahr 2003 Oscar nominierten Animationsfilm Lilo & Stitch aus dem Jahr 2002. Es folgten weitere Engagements bei Triff die Robinsons (2007) und Bolt – Ein Hund für alle Fälle (2008). Letztgenannter erhielt 2009 eine Nominierung als bester animierter Spielfilm, die Auszeichnung ging aber an WALL·E – Der Letzte räumt die Erde auf.
Nach einigen Kurzfilmen produzierte er im Jahr 2011 eine Verfilmung zu Pu der Bär unter dem Titel Winnie Puuh. Einen PGA Award erhielt Spencer für seine Beteiligung an dem Animationsfilm Ralph reichts.
Für die beiden Disney Produktionen Die Eiskönigin – Völlig unverfroren (2013) und Baymax – Riesiges Robowabohu (2014) war er als Studioleitung verantwortlich. Beide Filme wurden mit einem Oscar ausgezeichnet.
Bei der Oscarverleihung 2017 erhielt er bei seiner ersten Nominierung gemeinsam mit Byron Howard und Rich Moore einen Oscar in der Kategorie bester Animationsfilm für Zoomania. Auch für dieses Werk wurde er mit einem PGA-Award ausgezeichnet. 2022 gewann sie für Encanto einen zweiten Oscar.

## Filmografie
- 2002: Lilo & Stitch
- 2007: Triff die Robinsons (Meet the Robinsons)
- 2008: Bolt – Ein Hund für alle Fälle (Bolt)
- 2009: Let It Begin (Kurzfilm)
- 2009: Super Rhino (Kurzfilm)
- 2011: Winnie Puuh (Winnie the Pooh)
- 2012: Ralph reichts (Wreck-It Ralph)
- 2013: Garlan Hulse: Where Potential Lives (Kurzfilm)
- 2016: Zoomania (Zootopia)
- 2018: Chaos im Netz (Ralph Breaks the Internet)
- 2021: Encanto

## Auszeichnungen (Auswahl)
- 2002: OFTA-Film-Award-Nominierung in der Kategorie bester Animationsfilm für Lilo & Stitch[5]
- 2009: PGA-Award-Nominierung in der Kategorie bester animierter Kinofilm für Bolt – Ein Hund für alle Fälle[6]
- 2011: OFTA-Film-Award-Nominierung in der Kategorie bester Animationsfilm für Winnie Puuh[7]
- 2012: OFTA Film Award in der Kategorie bester Animationsfilm für Ralph reichts[8]
- 2013: PGA-Award in der Kategorie bester animierter Kinofilm für Ralph reichts
- 2013: Awards Circuit Community Awards in der Kategorie bester animierter Spielfilm für Ralph reichts
- 2017: Oscar in der Kategorie bester Animationsfilm für Zoomania
- 2017: PGA-Award in der Kategorie bester animierter Kinofilm für Zoomania
- 2017: OFTA-Film-Award-Nominierung in der Kategorie bester Animationsfilm für Zoomania
- 2022: Oscar in der Kategorie Bester animierter Spielfilm für Encanto